# Agassiziella
Agassiziella es un gènere de lepidòpters ditrisis de la família dels cràmbids (Crambidae).

## Taxonomia
- Agassiziella albidivisa (Warren, 1896)
- Agassiziella alicialis (Hampson, 1906)
- Agassiziella angulipennis (Hampson, 1891)
- Agassiziella bambesensis (Ghesquière, 1942)
- Agassiziella dianale (Hampson, 1893)
- Agassiziella fuscifusalis (Hampson, 1893)
- Agassiziella hapilista (Swinhoe, 1892)
- Agassiziella irisalis (Walker, 1859)
- Agassiziella kwangtungiale (Caradja, 1925)
- Agassiziella niveinotatum (Hampson, 1893)
- Agassiziella picalis (Guenée, 1854)